# Sint-Annakerk (Weert)

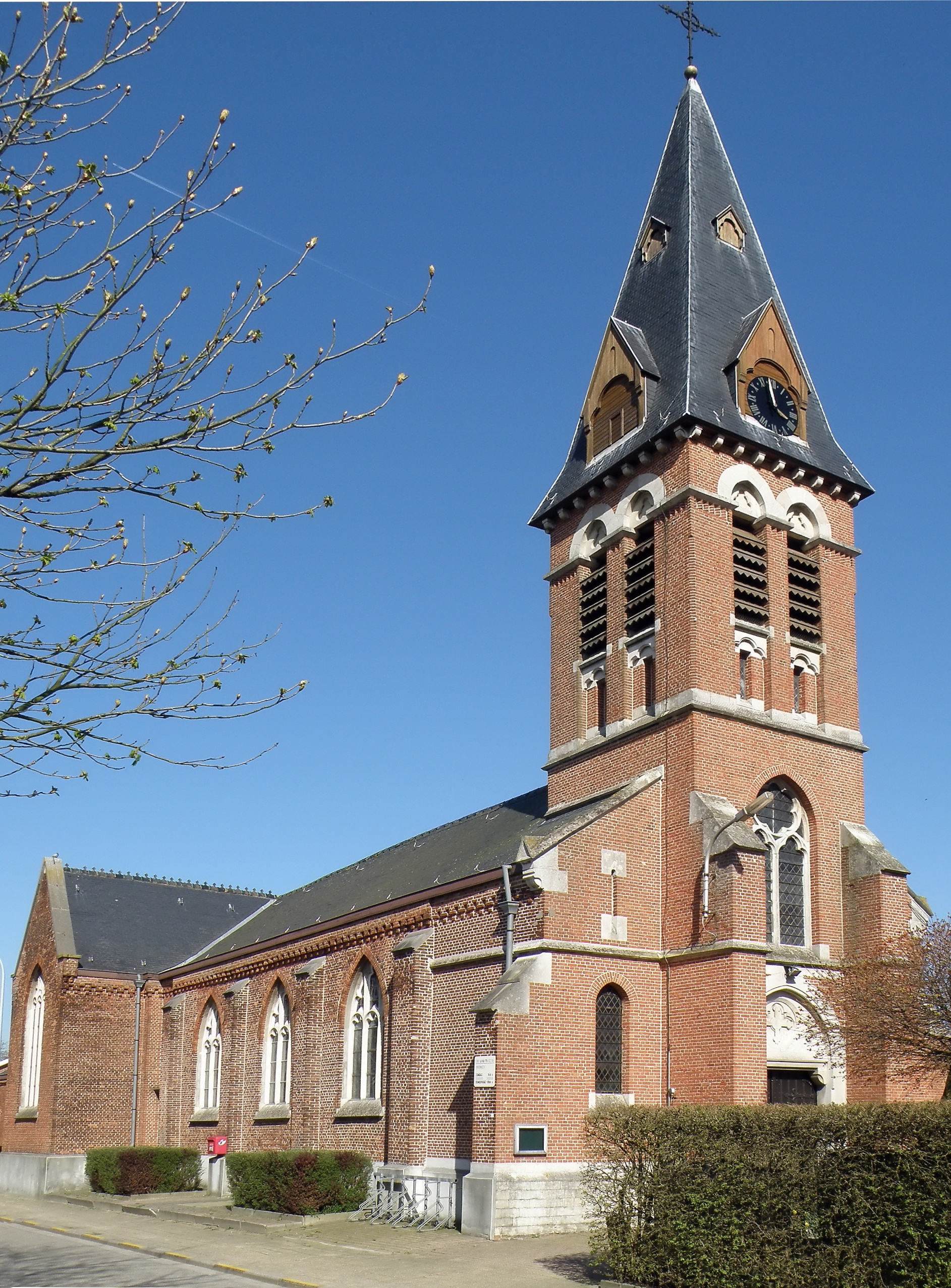
Sint-Annakerk

De Sint-Annakerk is de parochiekerk van de tot de Antwerpse gemeente Bornem behorende plaats Weert, gelegen aan de Appeldijkstraat 5.

## Geschiedenis
Weert kende reeds een kapel, die in 1787 werd opgenomen als koor in een bakstenen kerkje.
In 1859 werd het kerkje vergroot naar ontwerp van Joseph Schadde. Daarbij werd het schip verlengd en werd een koor en een transept gebouwd. Ook sacristieën werden bijgebouwd. In 1875 werd de toren afgebroken en een nieuwe gebouwd naar ontwerp van Léonard Blomme. In 1929 werden de vensters vernieuwd.
De kerk werd in 2021 ontwijd.

## Gebouw
Een eenbeukig kruiskerkje in neogotische stijl, georiënteerd naar het zuiden. De kerk heeft een ingebouwde, iets uitspringende, toren met drie geledingen. Het koor is driezijdig afgesloten.

## Interieur
Het interieur en de kunstwerken zijn voornamelijk 20e-eeuws.